# Белохвостая ласточка
Белохвостая ласточка (лат. Hirundo megaensis) — вид воробьиных птиц из семейства ласточковых (Hirundinidae). Эндемик Эфиопии.

## Описание
Белохвостая ласточка достигает длины 13 сантиметров и массы 11 грамм. Выражен половой диморфизм. Самцы имеют блестящую голубую со стальным отливом верхнюю поверхность. Крылья чёрные с синеватым оттенком. Хвост слегка раздвоенный. Внутренние рулевые перья белые с чёрными полосами на стержне, внешние рулевые перья с белыми внутренними опахалами. Горло и нижняя часть тела белые. Самки менее глянцевые и белые, чем самцы, и имеют более короткий хвост.

## Распространение и среда обитания
Вид распространён только в горах в регионе Оромия на юге Эфиопии. Обнаружен вокруг городов Йабело и Мега. Его природная среда обитания — высокогорные тропические кустарниковые степи. Предпочитает открытые полузасушливые луга, где преобладают акациевые леса. Встречается преимущественно на высотах от 1500 до 1700 метров над уровнем моря, иногда на высоте 990 метров или на высоте до 2400 метров.
Белохвостая ласточка добывает пищу недалеко от деревьев, летая быстрыми и элегантными взмахами крыльев. Рацион составляют насекомые, особенно жуки. Сезон размножения выпадает на основной сезон дождей между апрелем и маем. Гнездо имеет форму открытой чаши и обычно строится на хижинах аборигенов и термитниках. В кладке 3—4 белых яйца.